# Бажанський Михайло Васильович
Миха́йло Бажа́нський (псевд.: Михайло Вірлиний, Пелехатий, Кудеяр та ін.; 6 лютого 1910, Снятин, тепер Івано-Франківська область — 18 січня 1994, Детройт, США) — український громадсько-політичний діяч, письменник, публіцист, краєзнавець, пластун.

## Життєпис
Початкову освіту отримав у місцевій народній школі, гімназії та польській середній школі в Коломиї. Учасник (з 1921) та організатор пластунських організацій на Снятинщині (1922—1923). Член УВО, політв'язень (1927—1928).
З 1929 — у Чехо-Словаччині, слухач Українського вільного університету (Прага). Співорганізатор І з‘їзду Союзу Українських Пластунів Емігрантів (СУПЕ, 1930), редактор «Молодого Життя» та «Пластової Трибуни»; член та керівник пластових таборів в Карпатській Україні (1930—1938). Голова Українсько-литовського товариства в Празі (1936), курінний Старшо-пластунського Куреня ім. О. Вахнянина (Прага, 1936—1939), секретар Українського європейського Об‘єднання.
Директор Дослідницького Інституту України у Львові (1941—1943), редактор видання «Сурми» (1941—1943). Референт Літературно-мистецького клубу (1941—1943) та член Культурної Ради м. Львова. В'язень німецьких таборів (1943—1945), організатор табору для переміщених осіб (Ашаффенбург, 1945—1949), співробітник тижневика «Неділя», член Спілки Журналістів у Німеччині. Курінний VI Куреня СУПЕ «Закарпатці» (з 1946), голова Контрольних Комісій СУПЕ (1945) та Головної пластової старшини (1946—1949), голова Пластової Області Ашаффенбург (до 1949).
З 1949 — в Детройті (США). Член так званої Дієвої Головної пластової старшини, голова її Контрольної Комісії (1950—1952).
Співробітник ряду українських періодичних видань, редактор Бюлетеня «За чаром Срібної Землі» (1950—1958), тижневика «Український Прометей» та журналу «Снятин» (є його засновником з 1968). Голова Літературно-Мистецького Клубу в Детройті (1951—1956), редактор «Книги митців» (1954). Член Головної Пластової Ради (1952—1958), член та генеральний секретар Головної Пластової пулави (1958—1962). Голова Метрополітального відділу Українськиого Конгресового Комітету в США (1962—1965), голова Комітету Поневолених Народів (1962—1964).
Фундатор музею-архіву та української бібліотеки (понад 12 тис. томів), переданих Українському науковому інституту Гарвардського університету (1974).
Автор близько 100 окремих творів та публікацій.
Помер 18 січня 1994 року в місті Детройт, штат Мічиган, США.

## Вшанування пам'яті
На честь Михайла Бажанського названо сквер, збудовано пам'ятник, відтворено зображення на стелі, засновано музей.

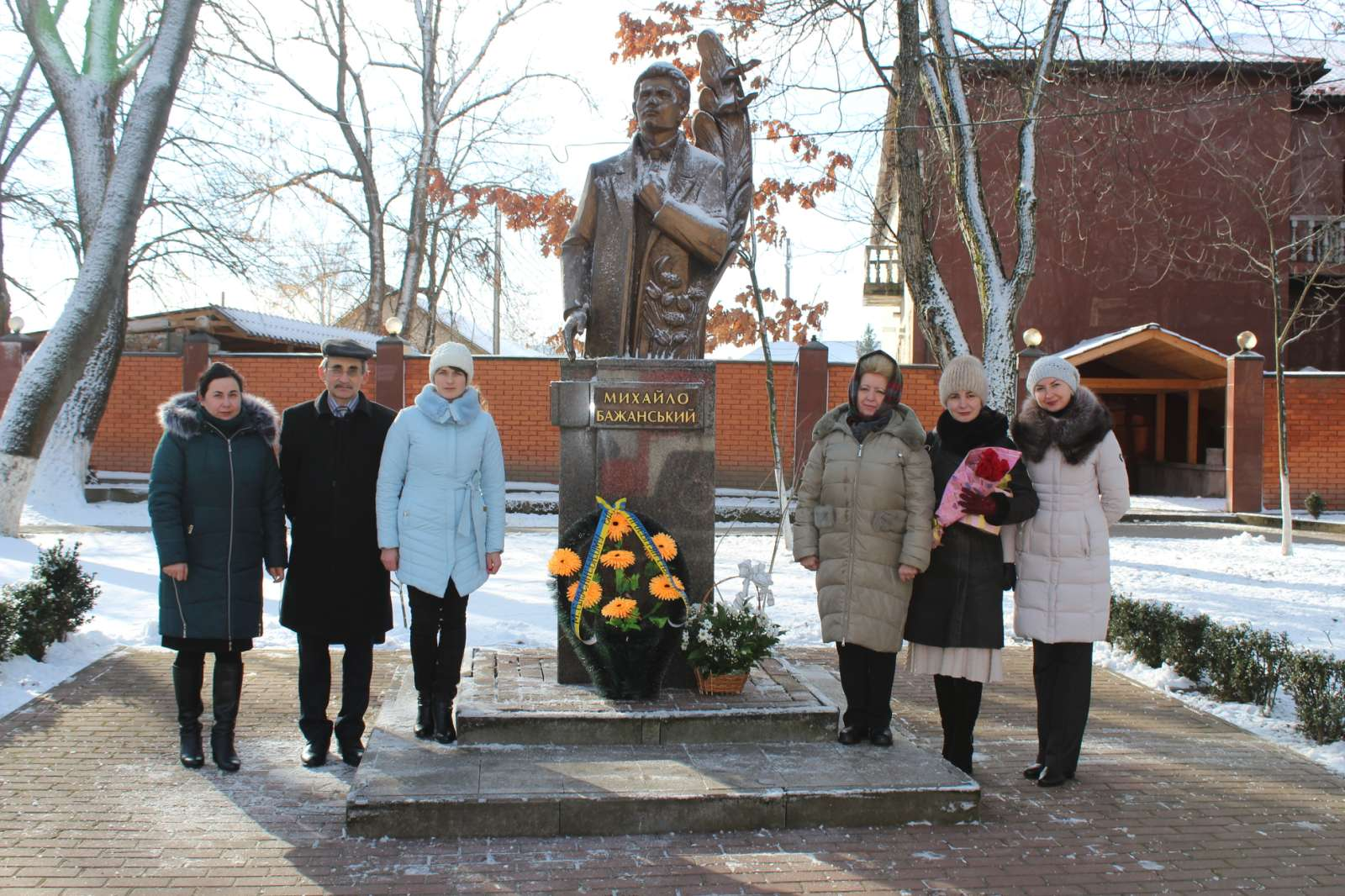
Редколегія журналу «Снятин» під час вшанування 110-ліття від дня народження Михайла Бажанського, лютий 2020

У Снятині 6 лютого 2000 року, до 90-ліття з дня народження письменника, культурно-громадського діяча, краєзнавця, редактора та видавця відкрито «Музей-бібліотеку Михайла Бажанського». В експозиції представлені особисті речі та фотографії Михайла Бажанського, його бібліотека.
2010 року в центрі м. Снятин було встановлено бронзове погруддя Михайлу Бажанському.

## Твори
- Бажанський М. У вирі життя. — Прага: Knihtisk, 1941. — 126 с.
- Бажанський М. Як загинула Ольга Басарабова. — Прага: Секція Мистців, Письменників та Журналістів УНО в Празі, 1941. — 24 с.
- Бажанський М. Краса Снятинщини: Ріки, потоки, ліси, луги, сади, міста і села та висока матеріальна і духова культура їхніх жителів: Гаслова енциклопедія. Детройт, 1982. 272 с.
- Бажанський М. Творчий динамізм патріотизму моїх земляків: Від перших проявів організованих суспільних гуртків, церковних братств, ремісничих цехів — аж до «Січей», «Соколів», «Просвіт», «Рідних Шкіл» та бойових формацій і політичних партій: Гаслова енциклопедія. — Детройт, 1983. — 260 с.
- Бажанський М. Віки говорять: Матеріяли до історії Снятинщини від найдавніших часів. — Детройт, 1981.
- Бажанський М. О. Ольжич і його батьки. — Детройт, 1986. — 64 с.
- Бажанський М. Вічно житимуть… Постаті від зарання історії, аж до найновіших часів: Біографічний словник. — Детройт, 1984. — 525 с.
- Бажанський М. Мемуарна мозаїка. — К.: Критика, 1998. — 335 с. — ISBN 966-02-0755-7, ISBN 978-966-02-0755-4.
- Бажанський М. Моя Карпатська Україна: синхронізація неповторних подій. — Київ; Нью-Йорк: Світовид, 1995. — 108 с.
- Бажанський М. Мозаїка квадрів в'язничних. — Ашафенбурґ, 1946.
- Бажанський М. Відновлення Української Держави 1918 року. — Детройт, 1979. — 88 с.